# Rhexoza cryptica
Rhexoza cryptica är en tvåvingeart som beskrevs av Cook 1956. Rhexoza cryptica ingår i släktet Rhexoza och familjen dyngmyggor.
Artens utbredningsområde är Virginia. Inga underarter finns listade i Catalogue of Life.